# Kernforschungszentrum Negev

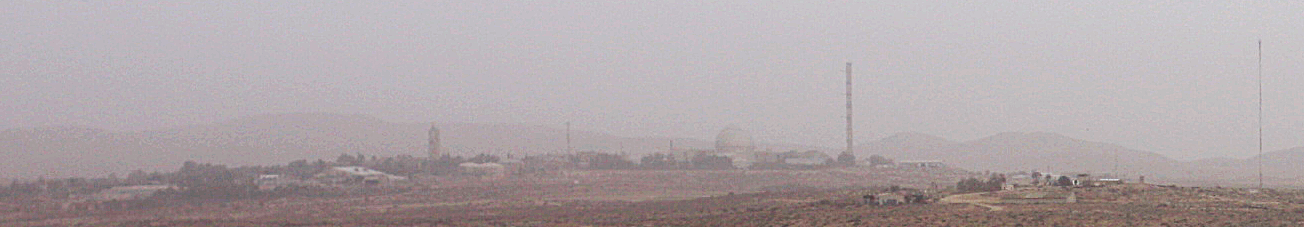
Das Kernforschungszentrum Negev, Aufnahme von Oktober 2010

Das Kernforschungszentrum Negev (hebräisch קִרְיָה לְמֶחְקָר גַּרְעִינִי – נֶגֶב עַל שֵׁם שִׁמְעוֹן פֶּרֶס Qirjah ləMechqar Garʿīnī – Negev ʿal Schem Schimʿōn Peres, deutsch ‚Schimʿon-Peres-Campus für Kernforschung – Negev‘) ist eine kerntechnische Anlage und Forschungszentrum in Israel nahe der Stadt Dimona in der Wüste Negev.
Es wird eine Doppelverwendung der Anlage angenommen, die sowohl friedlichen Zwecken (Forschung und Entwicklung) als auch militärischen Zwecken dient. Letztere Nutzung ist nicht offiziell bekannt oder bestätigt, bzw. unterliegt strenger Geheimhaltung.
Die Anlage ist zusammen mit dem Kernforschungsanlage Sorek Teil der israelischen Nuklearforschung.

## Geschichte

### Textilfabrik
Das Gelände befindet sich rund zwölf Kilometer südöstlich von Dimona. Die Anlage wird umgangssprachlich auch als „Dimona“ identifiziert. Gegenüber der Öffentlichkeit wurde die Anlage ursprünglich als Textilfabrik „Kitan-Dimona Textile Co. Ltd.“ angekündigt. Die Anlage war ursprünglich auch bekannt als Kirya-le-Mehekar Gariny (KMG) oder (KAMAG), später dann als englisch Negev Nuclear Research Centre (Negev NRC) und englisch Nuclear Research Centre Negev (NRCN). Der Komplex wurde 2018 in englisch Shimon Peres Negev Nuclear Research Center umbenannt, um Schimon Peres zu ehren. Er und andere haben das israelische Atomprogramm in den 1950er Jahren initiiert.

### Franco-Israelische Beziehungen
Das NRCN wurde Ende der 1950er Jahre mit französischer Hilfe erbaut. Die französische Industrie besaß zum damaligen Zeitpunkt ein ausgereiftes Wissen in Sachen Kerntechnik. Peres überzeugte Maurice Bourgès-Maunoury, Israel beim Aufbau der Forschung und Nutzung der Kernenergie zu unterstützen. In diesem Zusammenhang sei auch das Protokoll von Sèvres erwähnt. Des Weiteren verfügte Israel selbst über einige renommierte Wissenschaftler mit Erfahrung auf diesem Gebiet, beispielsweise Bertrand Goldschmidt oder Ernst Bergmann. In diesem Zeitraum wurde auch die Israelische Atomenergiekommission (IAEC) gegründet. Das Atoms-for-Peace-Programm war damals ein Grund dafür, dass Atomnationen wie die USA oder Frankreich Kerntechnik für friedliche Zwecke exportierten. Der ehemalige Hochkommissar der französischen Commissariat à l’énergie atomique (CEA), Francis Perrin, äußerte sich damals:

„In 1957 we agreed to build a reactor and a chemical plant for the production of plutonium. We wanted to help Israel. We knew  the plutonium could be used for a bomb but we considered also that it could be used for peaceful purposes. It was kept a  secret because of the Americans. We had an agreement with them whereby French scientists connected with work on nuclear  weapons in Canada (during  World War  II) could return to France and use their knowledge, but only on condition the secrets  would be kept. We considered we could give the secrets to Israel provided they kept them to themselves.“

„1957 erklärten wir uns bereit, einen Reaktor und eine chemische Anlage zur Herstellung von Plutonium zu bauen. Wir wollten Israel helfen. Wir wussten, dass das Plutonium für eine Bombe verwendet werden könnte, aber wir dachten auch daran, dass es für friedliche Zwecke genutzt werden könnte. Es wurde wegen der Amerikaner geheim gehalten. Wir hatten ein Abkommen mit ihnen, wonach französische Wissenschaftler, die in Kanada (während des Zweiten Weltkriegs) an Kernwaffen gearbeitet hatten, nach Frankreich zurückkehren und ihr Wissen nutzen konnten, aber nur unter der Bedingung, dass die Geheimnisse gewahrt blieben. Wir waren der Ansicht, dass wir die Geheimnisse an Israel weitergeben könnten, sofern es sie für sich behält.“

Der ehemalige französische Präsident Charles de Gaulle sprach sich jedoch gegen eine Ausrüstung Israels mit Nuklearanlagen aus. In seinen Memoiren äußert er sich zu diesen Anlagen wie folgt:

„from which, one bright day, atomic bombs may come“

„aus denen, eines schönen Tages, Atombomben kommen könnten“

Zwischen Frankreich und Israel gab es einen Austausch auf wissenschaftlicher Ebene sowie die Beteiligung französischer Techniker.  So wurde beispielsweise Manes Pratt, der später eine Schlüsselrolle im Programm zum Aufbau der Anlage spielte, zur Ausbildung in Sachen Kerntechnik nach Frankreich entsandt.
Es ist bekannt, dass Frankreich einen Kernreaktor lieferte, der später als Israeli Research Reactor (IRR-2) bekannt wurde. Es handelt sich um einen schwerwassermoderierten Kernreaktor, der mit Natururan betrieben wird. Ein anderer Forschungsreaktor, der Kernreaktor IRR-1, befindet sich am Standort Sorek. Die israelische und französische Regierung begründeten den Bau des Kernreaktors mit der Absicht, Energie an eine Entsalzungsanlage zu liefern, um mit Süßwasser die Wüste Negev zu begrünen, sowie eine Textilfabrik und andere Projekte zu versorgen. Schlussendlich wurde der Reaktor etwa zwischen 1962 und 1964 in Betrieb genommen.
Frankreich stellte die Zusammenarbeit an der Anlage frühzeitig ein. Israel musste ab diesem Zeitpunkt die Technologie selbst weiterentwickeln. In diesem Zusammenhang wurde auch die Geheimoperation Operation Plumbat bekannt.

### Geheimdienste und Inspektionen
Bereits in den 1960er Jahren wurde die Anlagen von sowjetischen und US-amerikanischen Geheimdiensten, Satelliten (Keyhole) und Aufklärungsflugzeugen beobachtet. Die israelische Regierung hat immer den friedlichen Zweck der Anlage betont. Dennoch haben die USA den Ort mehrfach mit U-2-Aufklärern überflogen und Luftproben gesammelt, um sie nach radioaktiven Spuren zu untersuchen. Der amerikanische Geheimdienst erkannte die Doppelnutzung der Anlage und verlangte, dass Israel internationale Inspektionen zulassen müsse. Israel erklärte sich damit einverstanden, wenn hierfür keine Inspektoren der Internationale Atomenergie-Organisation (IAEO), sondern ausschließlich US-Inspektoren eingesetzt würden; zudem sollten alle Inspektionen zuvor angemeldet werden. Es wird berichtet, dass vor Inspektionen falsche Wände und anderes installiert worden sei, um sensible Bereiche zu verbergen. Die Inspektoren informierten die US-Regierung, dass die von Israel auferlegten Restriktionen in der Anlage ihre Inspektionen sinnlos machten. 1969 wurden die Inspektionen eingestellt. Die IAEO führt Inspektionen an der Anlage Sorek durch, jedoch nicht am NRCN. Erwähnenswert ist außerdem, dass Israel den Atomwaffensperrvertrag nicht unterzeichnet hat.
Es wird vermutet, dass das Land Israel bereits vor dem Sechstagekrieg (1967) erste Kernwaffen einsatzbereit hatte.
Die Central Intelligence Agency (CIA) kam in einem 2017 redigierten Report aus dem Jahr 1974 zu dem Entschluss:

„We believe that Israel already has produced nuclear weapons. (...) We do not expect the Israelis to provide confirmation of widespread suspicions of their capability, either by nuclear testing or by threats of use, short of a grave threat to the nation’s existence.“

„Wir glauben, dass Israel bereits Atomwaffen hergestellt hat. (...) Wir erwarten nicht, dass die Israelis den weit verbreiteten Verdacht auf ihre Fähigkeit bestätigen, weder durch Atomtests noch durch die Androhung des Einsatzes, es sei denn, die Existenz der Nation ist ernsthaft bedroht.“

Die meisten Experten kamen somit zu dem Schluss und sind auch heute der Auffassung, dass der wirkliche Zweck der Anlage die Produktion von Spaltmaterial und Kernwaffen sei. Die israelische Regierung hat dies und den Besitz von Atomwaffen bislang weder bestätigt noch dementiert. Bekannt ist auch die Aussage, dass das Land nicht das erste Land mit Atomwaffen im Mittleren Osten sein wird. Israels Nuklearstrategie wird auch als Samson-Option bezeichnet. Man spricht auch von einer „nuklearen Option“.

### Doppelnutzung und Vanunu-Affäre

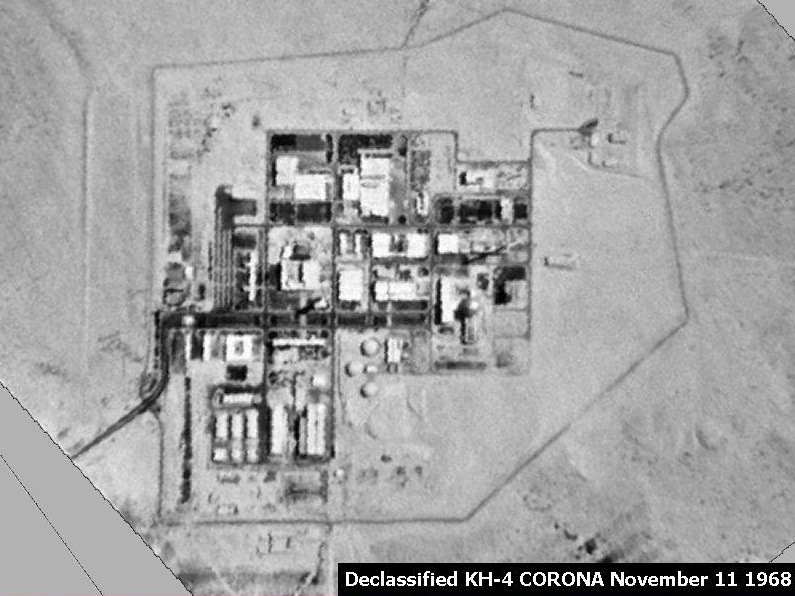
Satellitenaufnahme der Anlage aus dem Jahr 1968.

In dem Jahr 1986 eröffnete ein ehemaliger Techniker der Anlage, Mordechai Vanunu, der Presse Beweise (Fotos und Informationen), welche die militärische Nutzung der Anlage untermauerten. Daraufhin wurde er von israelischen Agenten in Italien entführt und nach Israel verschleppt. Ein israelisches Gericht verurteilte ihn wegen Verrats und Spionage zu 18 Jahren Gefängnis.
Die Details zur Anlage wurden von einem Rechercheteam der britische Zeitung The Sunday Times im selben Jahr (1986) veröffentlicht. Nach Einschätzungen der Information von Vanunu besaß Israel Material für rund 200 Spaltbomben und 20 Wasserstoffbomben. Die Schätzungen wurden von Experten wie Frank Barnaby und Ted Taylor bestätigt.

„There should no longer be any doubt that Israel is, and for at least a decade has been, a fully-fledged nuclear weapons state. The Israeli nuclear weapons programme is considerably more advanced than any previous report or conjectures of which I am aware.“

„Es sollte kein Zweifel mehr daran bestehen, dass Israel ein vollwertiger Atomwaffenstaat ist und dies seit mindestens einem Jahrzehnt ist. Das israelische Atomwaffenprogramm ist wesentlich weiter fortgeschritten als alle mir bekannten früheren Berichte oder Vermutungen.“

Andere Fachleute beobachten die Entwicklungen und geben laufend neuen Schätzungen heraus. Im Frühjahr 2004 wurde Mordechai Vanunu unter strengen Auflagen aus dem Gefängnis entlassen.

## Kernanlagen
Die kerntechnische Anlage im Negev besteht aus mindestens den folgenden Elemente. Einige der Anlagen befinden sich im Untergrund. Die beiden israelischen Forschungsreaktoren, davon einer am Negev NRC, sind in der IAEO-Datenbank aufgezählt. Die Kernanlage NRCN umfasst:
- Ein thermischer Kernreaktor (IRR-2), D2O-moderiert, mit offiziell 26 MWth[22] Leistung
  - Der Reaktor ist (Stand 2025) etwa 60 Jahre alt[23] und laut IAEA „operational“;
  - Theoretisch liefern etwa 1 MWd {\displaystyle \ll } 1 g Plutonium (ohne Verluste);
  - Experten schätzen die Pu-Produktion in Dimona (Stand 2020) auf 830 ± 100 kg[24]
- Nuklearchemische Separation nach dem PUREX-Verfahren
- Diverse kerntechnische Labore, Fertigungsanlagen, Maschinenhallen usw. für Brennelemente, Teile usw.
- Weitere Anlagen auf dem Gelände

## Entwicklungen (Chronologie)
2002 wurde wegen möglicher irakischer Angriffe eine Batterie Patriot-Flugabwehrraketen zum Schutz des Reaktors aufgebaut. Eine weitere Lokalisierung einer Patriot-Batterie bei Dimona wurde von amerikanischen Wissenschaftlern anhand von Radarwellenreflexionen gemacht.
Nach Zweifeln an der Sicherheit des 40 Jahre alten Reaktors verteilten die Behörden im Jahr 2004 Jodtabletten als Vorsorge an die Bevölkerung in der Umgebung.
Im Jahr 2006 bildete sich eine Bürgerinitiative von Anwohnern aus Sorge um ihre Gesundheit und Sicherheit.
Seit spätestens 2012 informiert die israelische Atomenergiebehörde (IAEC) offiziell über den friedlichen (Forschung und Entwicklung) Nutzen des NRCN. Die Website der IAEC und damit des NRCN, damals Teil von Gov.il, wurde jedoch ab etwa 2014 wieder eingestellt.
2015 stellten Wissenschaftler mit einer Ultraschalluntersuchung 1537 mangelhafte Stellen an der Aluminiumhülle des Reaktors fest, die jedoch nicht die Betriebssicherheit gefährden würden.
Im Jahr 2017 erklärte die israelische Regierung, es gebe keinen Grund, den Reaktor abzuschalten. Der Reaktor wurde etwa 1963 kritisch und ist somit seit über 60 Jahren in Betrieb. Eine typische Reaktorlaufzeit liegt bei etwa 40 Jahren, wobei es Ausnahmen gibt.
2018 kündigt die Israel AEC an, seine Anlagen (Dimona) zu erneuern und zu verstärken. Die Umfänge dieser Maßnahme sind nicht bekannt.
2021 zeigten Satellitenfotos, dass zum ersten Mal seit Jahrzehnten an einer umfangreichen Erweiterung gebaut wurde.
In dem jährlichen Bericht SIPRI Yearbook 2024 des Stockholm International Peace Research Institute (SIPRI) kommen die Fachleute zu dem Befund, dass Israel dabei ist, seine Anlagen in Dimona zu modernisieren.
Im Juni 2025 wurde bekannt, dass iranische Spione geheime Informationen aus der Kernforschungsanlage Sorek entwendet hatten. Die genauen Umfänge und Details sind bisher nicht bekannt. Zuvor, im Jahr 2018 sicherte der israelische Geheimdienst Informationen aus dem iranischen Atomprogramm.